# روح حرب الشتاء
روح حرب الشتاء (بالفنلندية: henki Talvisodan) هي حالة من الوحدة الوطنية يعود إليها الفضل في حفظ فنلندا من التفكك في اصطفافات طبقية و أيديولوجية إبان الغزو السوفياتي خلال حرب الشتاء من 30 نوفمبر 1939 إلى 13 مارس سنة 1940.
«روح حرب الشتاء» مهمة لأنها أظهرت تعافي المجتمع الفنلندي جزئياً بعد الحرب الأهلية الفنلندية عام 1918 ، إحدى أكثر الحروب الأهلية دموية في التاريخ الأوروبي. بعد الحرب الأهلية ، ساهمت التشريعات و العملية السياسية الديمقراطية برأب الصدع (بشأن الدخل و أمور أخرى) بين طبقات المجتمع المختلفة. و قد شارك الاشتراكيون الديموقراطيون خلال العشرينات و الثلاثينات في عدة حكومات ، بما في ذلك الحكومة التي في السلطة في نوفمبر 1939.
بعد اندلاع الحرب الشتاء ، أقام ستالين حكومة عميلة في تيريوكي أملاً بانضمام و مساعدة العمال الفنلنديين للغزو السوفياتي. و لكن حكومة تيريوكي هذه بقيادة الزعيم الشيوعي بالحرب الأهلية أوتو فيلي كوسينن لم تتلق أي تعاطف من الحركة العمالية الفنلندية.
داخل المجتمع الفنلندي، انزعجت الحسابات السياسية الدولية للبرجوازية والطبقة العاملة على حد سواء من ميثاق مولوتوف ريبنتروب في 23 أغسطس 1939. فقبل إبرام التحالف ، اعتقد الكثير من البرجوازيين بأن ألمانيا من شأنها أن تساعد فنلندا في نهاية المطاف ضد الاتحاد السوفياتي كما كانت قد فعلت ألمانيا الإمبراطورية بين عامي 1915-1918 ، في حين اعتقد العديد من العمال بأن الاتحاد السوفياتي كان ضماناً للسلام وقوةً ضد ألمانيا النازية . والآن ، شهد الاشتراكيون غزو الاتحاد السوفياتي لبولندا و ليس القتال ضد النازيين. وثق الفنلنديون المعتدلون بعصبة الأمم التي تبينت قلة فاعليته. عشية الحرب ، كانت الثقة شبه معدومة في أي قوة أجنبية- سواء أكانت أممية اشتراكية أو عسكرية ألمانية أو مساعدة من بلدان أوروبا الغربية.